# Daya

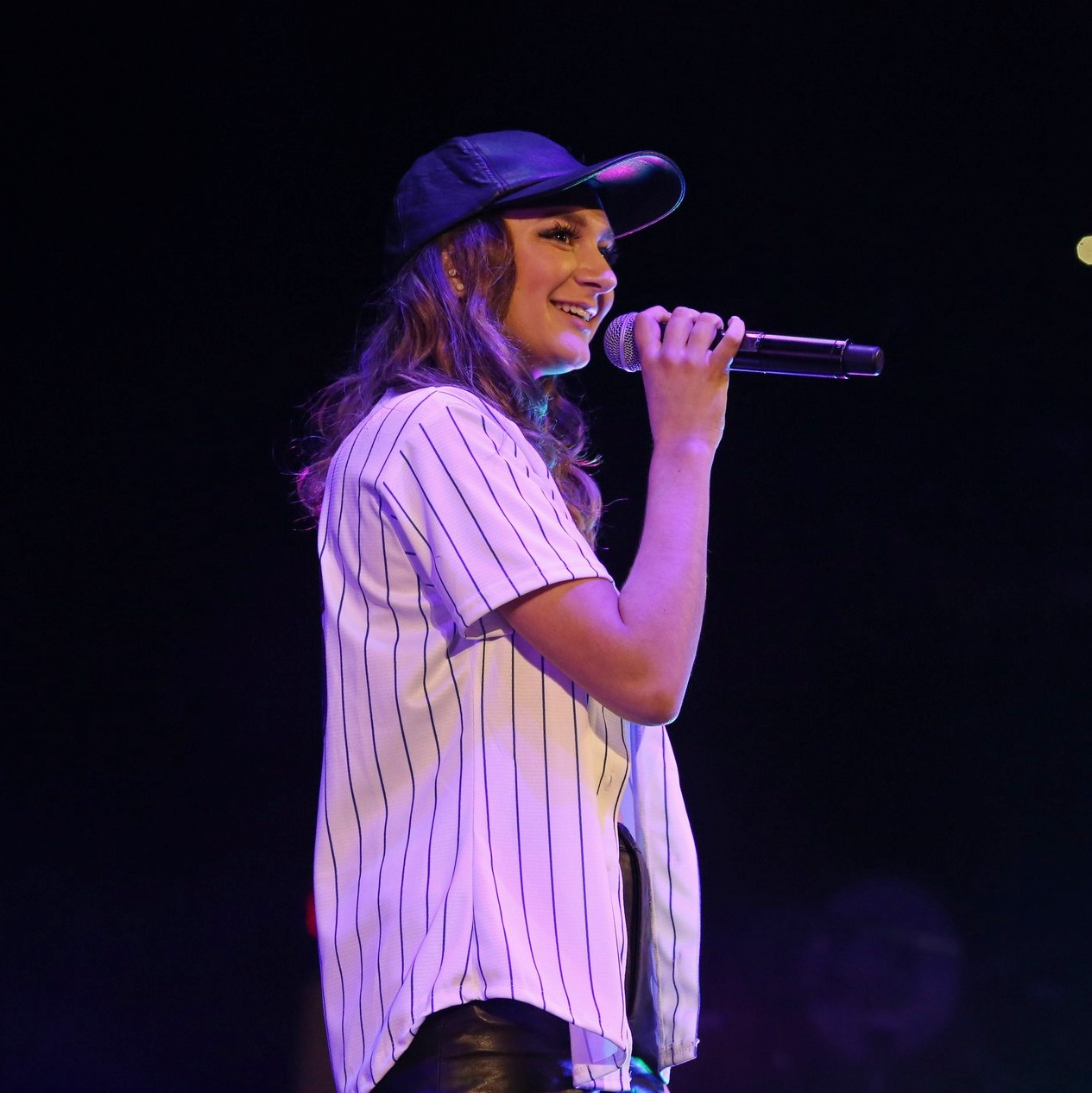
Daya (2016)

Daya (* 24. Oktober 1998 in Pittsburgh, Pennsylvania; eigentlich Grace Martine Tandon) ist eine US-amerikanische Sängerin.

## Leben
Grace Tandon ist in Pennsylvania in Pittsburgh geboren und in Mt. Lebanon aufgewachsen. Bereits mit jungen Jahren bekam sie Klavierunterricht, weitere Instrumente wie Gitarre und Saxophon folgten. Mit zehn Jahren bekam sie auch Gesangsunterricht. Später trat sie auch bei lokalen Veranstaltungen auf. Ein Bekannter der Gesangslehrerin brachte sie zum Label Z-Entertainment, wo sie mit 16 Jahren einen Plattenvertrag unterschrieb. Ihr Großvater stammt aus Indien und bei der Suche nach einem Künstlernamen stieß sie auf die Übersetzung Daya in Hindi ihres Vornamens Grace, der „Anmut“ bedeutet. Ihre erste Veröffentlichung unter diesem Namen war Hide Away. Sie begann im Frühjahr 2015 als lokaler Radioerfolg und war im Internet sehr erfolgreich, unter anderem durch die Unterstützung von Bloggern wie Perez Hilton. Sie begann US-weite Promotion und im Herbst erschien die EP Daya mit Hide Away und fünf weiteren Songs. Alleine das Lied verkaufte sich über eine Million Mal (Platinstatus) und erreichte Platz 23 der US-Singlecharts. Die EP kam auf Platz 61 und hielt sich 48 Wochen in den Albumcharts.
Ende 2015 wurde das US-amerikanische DJ-Duo The Chainsmokers auf Daya aufmerksam. Gemeinsam nahmen sie den Trap-Titel Don’t Let Me Down auf, welcher die Top-10 der deutschen Singlecharts erreichte.
2018 outete sich die Sängerin als bisexuell.

## Diskografie

### Studioalben
| Jahr | Titel                  | Höchstplatzierung, Gesamtwochen, AuszeichnungChartsChartplatzierungen (Jahr, Titel, Platzierungen, Wochen, Auszeichnungen, Anmerkungen) | Anmerkungen                           |
| Jahr | Titel                  | US | Anmerkungen                           |
| ---- | ---------------------- | --- | ------------------------------------- |
| 2016 | Sit Still, Look Pretty | US36 Gold · (9 Wo.)US | Erstveröffentlichung: 7. Oktober 2016 |

### EPs
| Jahr | Titel | Höchstplatzierung, Gesamtwochen, AuszeichnungChartsChartplatzierungen (Jahr, Titel, Platzierungen, Wochen, Auszeichnungen, Anmerkungen) | Anmerkungen                             |
| Jahr | Titel | US | Anmerkungen                             |
| ---- | ----- | --- | --------------------------------------- |
| 2015 | Daya  | US61 (48 Wo.)US | Erstveröffentlichung: 4. September 2015 |

Weitere EPs
- 2021: The Difference
- 2022: In Between Dreams

### Singles als Leadmusikerin
| Jahr | Titel Album                                               | Höchstplatzierung, Gesamtwochen, AuszeichnungChartplatzierungen (Jahr, Titel, Album, Platzierungen, Wochen, Auszeichnungen, Anmerkungen) | Höchstplatzierung, Gesamtwochen, AuszeichnungChartplatzierungen (Jahr, Titel, Album, Platzierungen, Wochen, Auszeichnungen, Anmerkungen) | Höchstplatzierung, Gesamtwochen, AuszeichnungChartplatzierungen (Jahr, Titel, Album, Platzierungen, Wochen, Auszeichnungen, Anmerkungen) | Höchstplatzierung, Gesamtwochen, AuszeichnungChartplatzierungen (Jahr, Titel, Album, Platzierungen, Wochen, Auszeichnungen, Anmerkungen) | Höchstplatzierung, Gesamtwochen, AuszeichnungChartplatzierungen (Jahr, Titel, Album, Platzierungen, Wochen, Auszeichnungen, Anmerkungen) | Anmerkungen                          |
| Jahr | Titel Album                                               | DE | AT | CH | UK | US | Anmerkungen                          |
| ---- | --------------------------------------------------------- | --- | --- | --- | --- | --- | ------------------------------------ |
| 2015 | Hide Away Daya (EP) / Sit Still, Look Pretty              | DE44 Gold · (15 Wo.)DE | AT45 (9 Wo.)AT | CH55 (9 Wo.)CH | UK— SilberUK | US23 ×2Doppelplatin · (27 Wo.)US | Erstveröffentlichung: 22. April 2015 |
| 2015 | Sit Still, Look Pretty Daya (EP) / Sit Still, Look Pretty | — | — | — | — | US28 ×2Doppelplatin · (24 Wo.)US | Erstveröffentlichung: 22. April 2015 |

Weitere Singles
- 2016: Words
- 2017: New
- 2018: Safe
- 2019: Insomnia
- 2019: Forward Motion
- 2019: Left Me Yet
- 2019: Keeping It in the Dark
- 2019: Wanted (feat. NOTD)
- 2020: Older
- 2020: First Time
- 2021: Bad Girl
- 2021: Montana
- 2021: What If I Told You
- 2021: Evil
- 2022: Love You When You're Gone
- 2022: Her

### Singles als Gastmusikerin
| Jahr | Titel Album                    | Höchstplatzierung, Gesamtwochen, AuszeichnungChartplatzierungen (Jahr, Titel, Album, Platzierungen, Wochen, Auszeichnungen, Anmerkungen) | Höchstplatzierung, Gesamtwochen, AuszeichnungChartplatzierungen (Jahr, Titel, Album, Platzierungen, Wochen, Auszeichnungen, Anmerkungen) | Höchstplatzierung, Gesamtwochen, AuszeichnungChartplatzierungen (Jahr, Titel, Album, Platzierungen, Wochen, Auszeichnungen, Anmerkungen) | Höchstplatzierung, Gesamtwochen, AuszeichnungChartplatzierungen (Jahr, Titel, Album, Platzierungen, Wochen, Auszeichnungen, Anmerkungen) | Höchstplatzierung, Gesamtwochen, AuszeichnungChartplatzierungen (Jahr, Titel, Album, Platzierungen, Wochen, Auszeichnungen, Anmerkungen) | Anmerkungen                           |
| Jahr | Titel Album                    | DE | AT | CH | UK | US | Anmerkungen                           |
| ---- | ------------------------------ | --- | --- | --- | --- | --- | ------------------------------------- |
| 2016 | Don’t Let Me Down Collage (EP) | DE6 Diamant · (61 Wo.)DE | AT6 Platin · (50 Wo.)AT | CH8 ×2Doppelplatin · (51 Wo.)CH | UK2 ×3Dreifachplatin · (50 Wo.)UK | US3 Diamant · (52 Wo.)US | Erstveröffentlichung: 5. Februar 2016 |

Weitere Gastbeiträge
- 2017: Feel Good (Gryffin & Illenium feat. Daya, US: Platin)
- 2018: I Wanna Know (RL Grime feat. Daya)

## Auszeichnungen für Musikverkäufe
| Goldene Schallplatte - Dänemark - 2018: für die Single Hide Away - 2021: für die Single Insomnia - Italien - 2016: für die Single Hide Away - Neuseeland - 2022: für das Album Daya - Vereinigte Staaten - 2019: für die Single New Platin-Schallplatte - Australien - 2022: für die Single New - Australien - 2016: für die Single Hide Away - 2021: für die Single Feel Good - Kanada - 2016: für die Single Hide Away - Neuseeland - 2021: für die Single Sit Still, Look Pretty - 2024: für die Single Feel Good - Schweden - 2016: für die Single Hide Away 2× Platin-Schallplatte - Neuseeland - 2022: für die Single Hide Away - Portugal - 2019: für die Single Don’t Let Me Down | 3× Platin-Schallplatte - Belgien - 2017: für die Single Don’t Let Me Down - Dänemark - 2024: für die Single Don’t Let Me Down - Niederlande - 2016: für die Single Don’t Let Me Down - Spanien - 2017: für die Single Don’t Let Me Down 4× Platin-Schallplatte - Polen - 2023: für die Single Don’t Let Me Down 6× Platin-Schallplatte - Italien - 2018: für die Single Don’t Let Me Down - Neuseeland - 2023: für die Single Don’t Let Me Down - Schweden - 2017: für die Single Don’t Let Me Down | 9× Platin-Schallplatte - Australien - 2018: für die Single Don’t Let Me Down - Kanada - 2017: für die Single Don’t Let Me Down Diamantene Schallplatte - Frankreich - 2017: für die Single Don’t Let Me Down - Mexiko - 2020: für die Single Don’t Let Me Down 3× Diamantene Schallplatte - Brasilien - 2023: für die Single Don’t Let Me Down |

Anmerkung: Auszeichnungen in Ländern aus den Charttabellen bzw. Chartboxen sind in ebendiesen zu finden.
| Land/RegionAuszeichnungen für Musikverkäufe (Land/Region, Auszeichnungen, Verkäufe, Quellen) | Silber     | Gold     | Platin       | Diamant     | Verkäufe   | Quellen              |
| -------------------------------------------------------------------------------------------- | ---------- | -------- | ------------ | ----------- | ---------- | -------------------- |
| Australien (ARIA)                                                                            | —          | —        | 12× Platin12 | —           | 840.000    | aria.com.au          |
| Belgien (BRMA)                                                                               | —          | —        | 3× Platin3   | —           | 90.000     | ultratop.be          |
| Brasilien (PMB)                                                                              | —          | —        | —            | 3× Diamant3 | 750.000    | pro-musicabr.org.br  |
| Dänemark (IFPI)                                                                              | —          | 2× Gold2 | 3× Platin3   | —           | 360.000    | ifpi.dk              |
| Deutschland (BVMI)                                                                           | —          | Gold1    | —            | Diamant1    | 1.300.000  | musikindustrie.de    |
| Frankreich (SNEP)                                                                            | —          | —        | —            | Diamant1    | 233.333    | snepmusique.com      |
| Italien (FIMI)                                                                               | —          | Gold1    | 6× Platin6   | —           | 325.000    | fimi.it              |
| Kanada (MC)                                                                                  | —          | —        | 10× Platin10 | —           | 800.000    | musiccanada.com      |
| Mexiko (AMPROFON)                                                                            | —          | —        | —            | Diamant1    | 300.000    | Einzelnachweise      |
| Neuseeland (RMNZ)                                                                            | —          | Gold1    | 10× Platin10 | —           | 277.500    | radioscope.co.nz NZ2 |
| Niederlande (NVPI)                                                                           | —          | —        | 3× Platin3   | —           | 120.000    | nvpi.nl              |
| Österreich (IFPI)                                                                            | —          | —        | Platin1      | —           | 30.000     | ifpi.at              |
| Polen (ZPAV)                                                                                 | —          | —        | 4× Platin4   | —           | 200.000    | olis.pl              |
| Portugal (AFP)                                                                               | —          | —        | 2× Platin2   | —           | 20.000     | Einzelnachweise      |
| Schweden (IFPI)                                                                              | —          | —        | 7× Platin7   | —           | 280.000    | sverigetopplistan.se |
| Schweiz (IFPI)                                                                               | —          | —        | 2× Platin2   | —           | 40.000     | musikwoche.de        |
| Spanien (Promusicae)                                                                         | —          | —        | 3× Platin3   | —           | 120.000    | elportaldemusica.es  |
| Vereinigte Staaten (RIAA)                                                                    | —          | 2× Gold2 | 5× Platin5   | Diamant1    | 16.000.000 | riaa.com             |
| Vereinigtes Königreich (BPI)                                                                 | 2× Silber2 | —        | 3× Platin3   | —           | 2.200.000  | bpi.co.uk            |
| Insgesamt                                                                                    | 2× Silber2 | 7× Gold7 | 74× Platin74 | 7× Diamant7 |            |                      |